# Luigi Corti
Pour les articles homonymes, voir Corti.
Luigi Corti, né le 24 octobre 1823 à Gambarana et mort le 18 février 1888 à Rome, est un homme politique italien. Il est sénateur du royaume d'Italie lors de la XIIIe législature.

## Biographie
Diplômé en mathématiques de l'université de Pavie en 1842, Luigi Corti est admis comme volontaire dans le service diplomatique sarde en décembre 1846, s'engage dans l'armée piémontaise au début de la campagne austro-sarde de 1848 et obtient le grade de lieutenant d'artillerie pendant la campagne anti-autrichiens de 1848.
Puis, il rejoint les services diplomatiques italiens. Il est envoyé dans la légation de Londres de 1850 à 1863, d'abord comme simple employé puis comme conseiller. Il est nommé ministre plénipotentiaire à Washington en 1875 puis peu après ambassadeur à Constantinople d'août 1875 à août 1878, il enchaîne avec une représentation à Berlin.
Il est ministre des affaires étrangères du royaume d'Italie dans le gouvernement Cairoli I du 26 mars 1878 au 27 octobre 1878.
Il représente l'Italie au congrès de Berlin (12 juin-13 juillet 1878) : avec le traité de Berlin de 1878 qui s'ensuit, l'Autriche-Hongrie s'assure l'occupation de la Bosnie-Herzégovine ; la Grande-Bretagne, l'île de Chypre ; la France, une garantie sur la Tunisie ; sauf l'Italie qui n'obtient absolument rien.

Corti fait part de son inquiétude au ministre allemand des Affaires étrangères, Bernhard Ernst von Bülow, qui lui demande pourquoi il n'envisage pas d'occuper Tunis (alors possession ottomane) en accord avec la Grande-Bretagne. Corti répond que cela conduirait à une confrontation avec la France, bien que Salisbury ait dit au second délégué italien, Edoardo de Launay, que le littoral africain de l'Empire ottoman était si étendu que la France et l'Italie pouvaient toutes deux y trouver une compensation.

Il est certain que Waddington et Salisbury avancent tous deux l'idée de dédommager l'Italie avec la Tripolitaine, et que le ministre français exigerait en contrepartie une hypothèque française sur Tunis. Trois ans plus tard, la France occupera la Tunisie, malgré le ressentiment de l'Italie, qui parlera de Gifle de Tunis (schiaffo di Tunisi).

Corti, cependant, ne pouvait pas violer les directives du gouvernement et, comme il n'avait pas été possible d'obtenir des compensations favorables à l'unité de la nation, il n'était pas opportun d'en accepter de mineures qui auraient compromis les relations de l'Italie avec les autres puissances ou l'auraient engagée pour l'avenir. Face à l'opinion publique, le délégué italien revint de Berlin sans résultats : il fut mal reçu même dans les rues de Milan. Il subit de très lourdes attaques et le 16 octobre 1878, il démissionne.
Il termine sa carrière comme ambassadeur à Londres de 1885 à 1887.

## Distinctions
- Chevalier de grand-croix décoré du grand cordon de l'ordre des Saints-Maurice-et-Lazare
- Chevalier de la grand-croix décoré du grand cordon de l'ordre de la Couronne d'Italie
- Médaille commémorative des campagnes des guerres d'indépendance (2 barrettes)
- Médaille commémorative de l'unification de l'Italie

## Sources
- (it) Cet article est partiellement ou en totalité issu de l’article de Wikipédia en italien intitulé « Luigi Corti » (voir la liste des auteurs).